# Боевая машина с тяжёлым вооружением

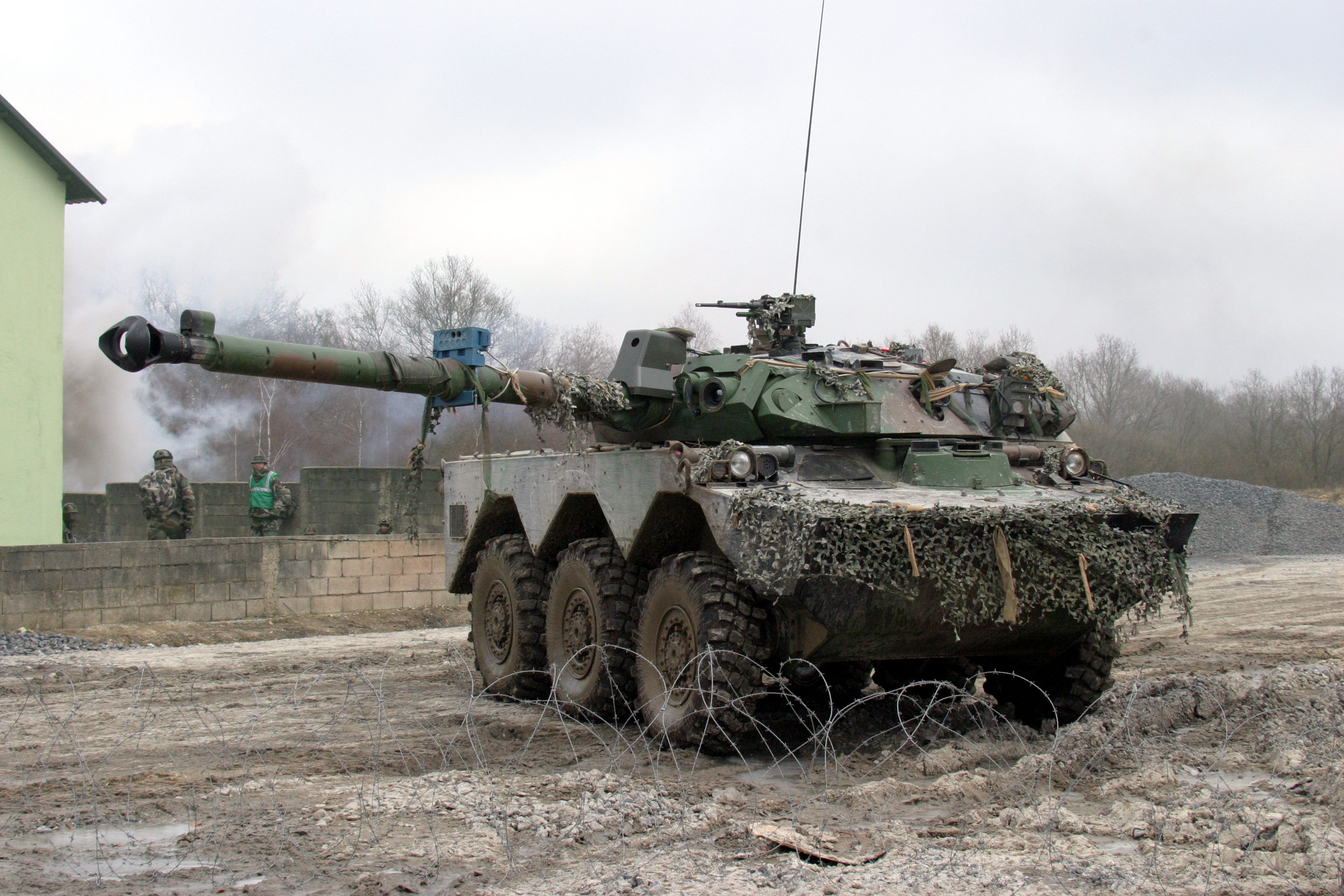
Французский БА AMX-10RC

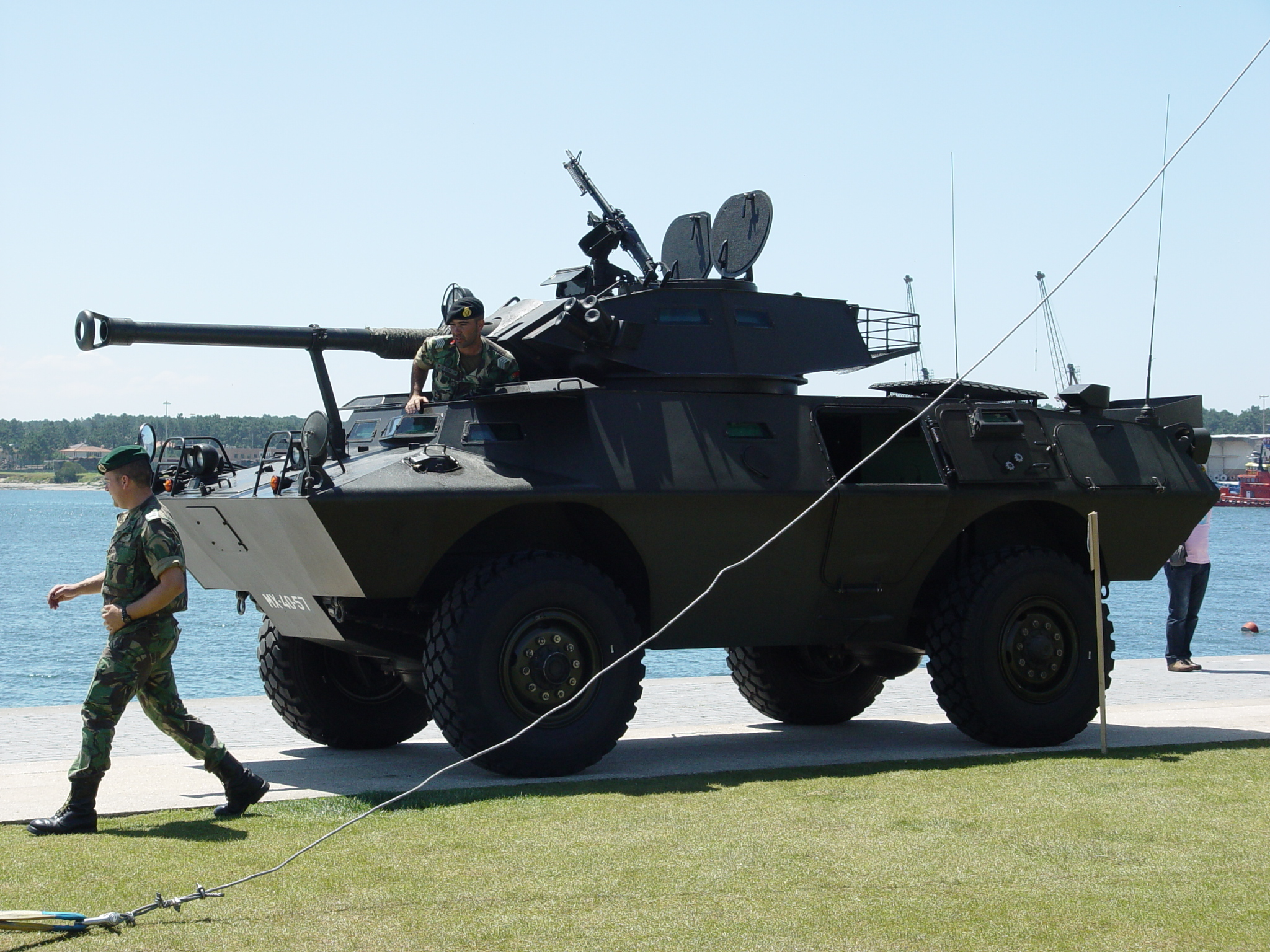
Американский бронеавтомобиль V-150

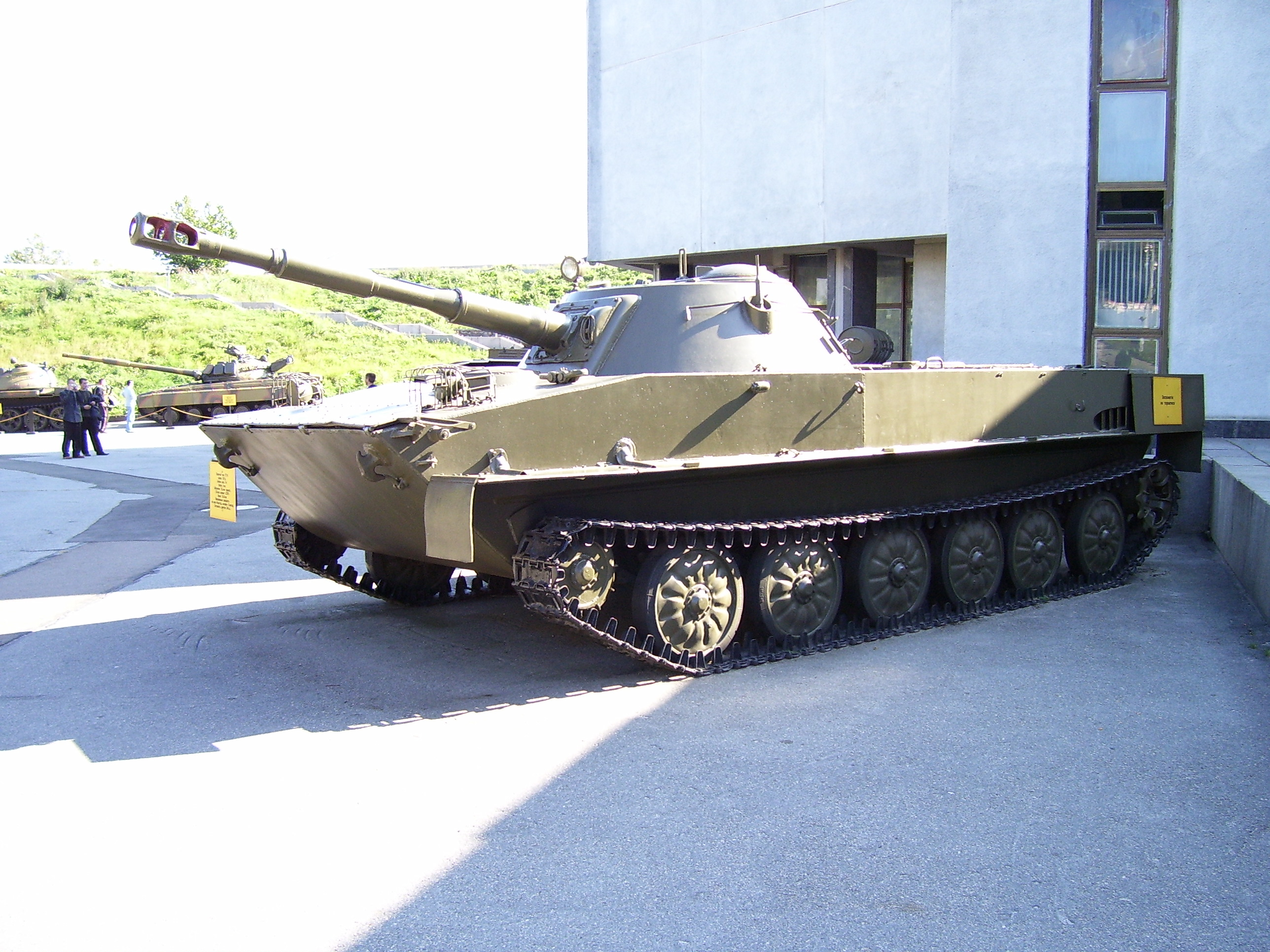
Советский лёгкий плавающий ПТ-76

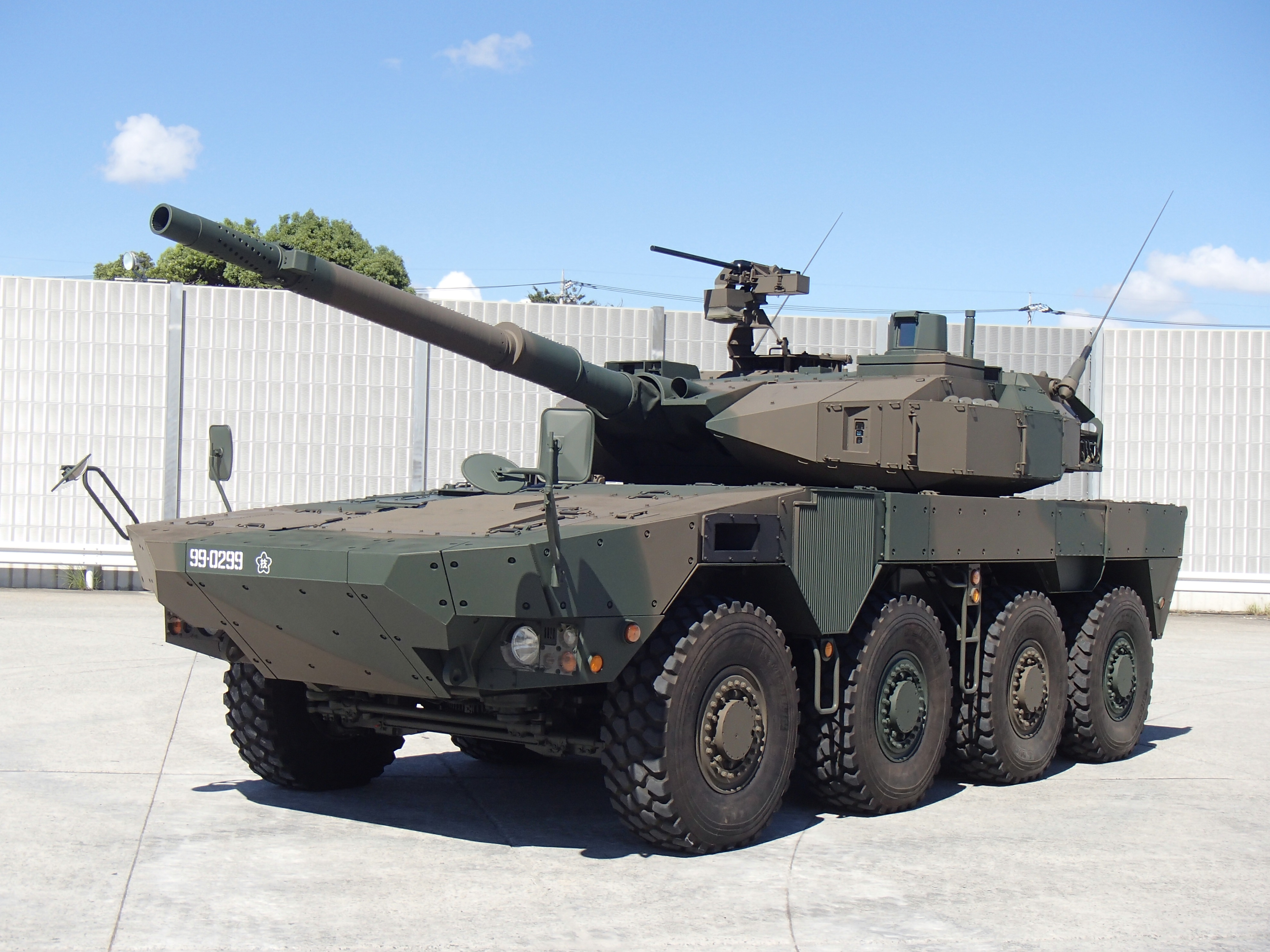
Манёвренная боевая машина (Maneuver Combat Vehicle — MCV)

Боевая машина с тяжёлым вооружением (БМТВ) — класс броневых боевых машин с тяжёлым вооружением, предназначенных для борьбы с броневым вооружением и техникой противника, поддержки пехоты (стрелков) на поле боя, разведки.

## История
Термин (словосочетание) впервые появился в Договоре об обычных вооружённых силах в Европе и определялся как «боевая бронированная машина со встроенной или штатной пушкой калибра не менее 75 мм для ведения огня прямой наводкой, имеющая сухой вес не менее 6,0 метрических тонн, которая не попадает под определения бронетранспортёра, боевой машины пехоты или боевого танка». В тексте договора на английском языке употреблено словосочетание (термин) тяжеловооружённая боевая машина («heavy armament combat vehicle» (HACV)).
При подписании договора в 1990 году к БМТВ были отнесены:
- бронеавтомобили:
  - французские AMX-10RC, ERC-90, EBR-75 «Панар»,
  - испанский BMR-625-90,
  - американский «Коммандо» V150,
  - британский «Саладин»
- лёгкие танки
  - британский «Скорпион»
  - американский M24
  - французский AMX-13
  - советский ПТ-76

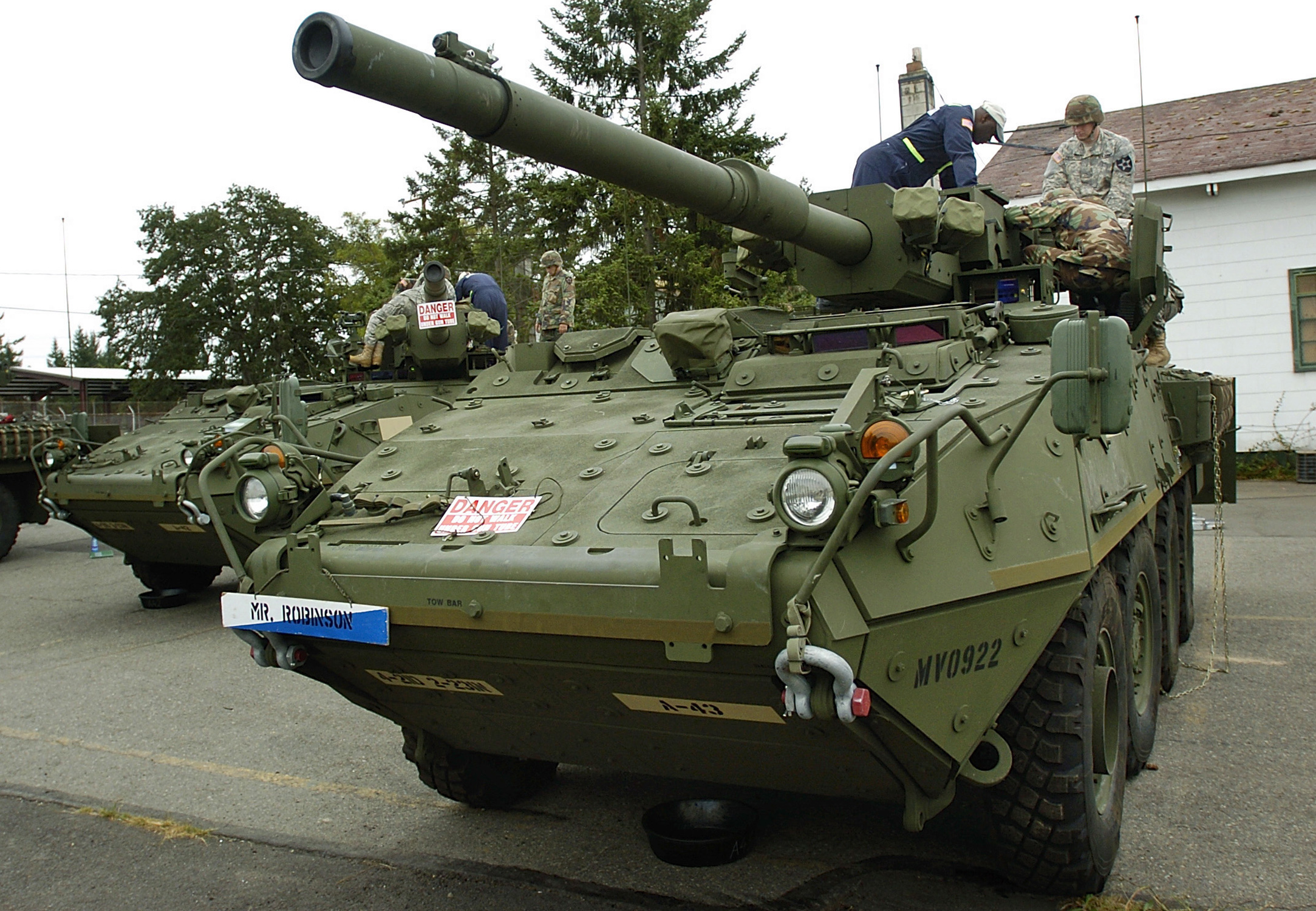
Боевая машина с тяжёлым вооружением M1128 MGS

- самоходные артиллерийские установки
  - советские СУ-76, СУ-100, ИСУ-152

Впоследствии появились новые образцы военной техники, попадающие под определение БМТВ: американская M1128 MGS, итальянская Чентауро, китайский ZTL-11, японская MCV.
По сравнению с основными танками БМТВ обладают меньшей массой, большей манёвренностью, большей оперативной подвижностью (в том числе за счёт авиатранспортабельности), однако имеют менее мощную броню, способную противостоять лишь пулям и малокалиберным снарядам.

## Неоднозначность классификации
БМТВ также называются боевыми машинами огневой поддержки, высокомобильными колёсными истребителями танков, бронеавтомобилями, боевыми разведывательными машинами. Последние два словосочетания применяются также и к боевым машинам с менее мощным вооружением. Гусеничные машины, попадающие под определение БМТВ, обычно называются лёгкими танками.
Принятая на вооружение ВС России гусеничная машина 2С25 или «Спрут-СД» официально классифицируется как самоходная противотанковая пушка.